# Tad Danielewski
Tadeusz „Tad” Danielewski (ur. 29 marca 1921 w Radomiu, zm. 6 stycznia 1993 w Los Angeles) – amerykański reżyser filmowy, producent i pedagog polskiego pochodzenia.

## Życiorys

### Młodość
W czasie II wojny światowej był członkiem polskiego podziemia, brał udział w powstaniu warszawskim, został wywieziony na roboty do Niemiec, z których został oswobodzony przez wojska amerykańskie. Po wojnie studiował aktorstwo na Royal Academy of Dramatic Art w Londynie. W 1948 wyemigrował do Stanów Zjednoczonych. Tam studiował na Uniwersytecie Stanu Ohio, University of Iowa i na Uniwersytecie Johnsa Hopkinsa w Baltimore.

### Kariera filmowa
W 1957 założył Stratton Productions Inc. – firmę, która zrealizowała wiele produkcji filmowych w Nowym Jorku, Los Angeles i Londynie. W filmie The Big Wave (1961) był współautorem scenariusza, reżyserem i koproducentem (wspólnie z japońską firmą, Toho Company). W kilku projektach współpracował z noblistką Pearl S. Buck. Przykładem ich wpółpracy jest realizacja amerykańskiej wersji indyjskiego filmu Przewodnik (The Guide, 1965), której scenarzystką była Buck.
W 1962 roku Danielewski wyreżyserował film No Exit, do którego scenariusz, na podstawie sztuki Jean-Paula Sartre’a Huis clos, napisał George Tabori. Główne role zagrały w nim żona Taboriego, Viveca Lindfors, oraz Rita Gam. Za swoje kreacje obydwie wykonawczynie zostały nagrodzone Srebrnymi Niedźwiedziami dla najlepszej aktorki na 12. MFF w Berlinie.
Zajmował się też filmami dokumentalnymi. Był jednym z realizatorów 4-godzinnego dokumentu Africa, nagrodzonego nagrodą Emmy i emitowanego przez stację ABC w sezonie 1967–1968. Z kolei w roku 1972 wyreżyserował dokument España puerta abierta. 
Przy realizacji swoich seriali (Omnibus, Robert Montgomery Presents, Matinee Theater, Wide Wide World, a także serialu dla dzieci Muggsy) współpracował z wieloma, różnymi stacjami telewizyjnymi.
W 1983 roku został poproszony o przetłumaczenie na język polski piosenki „Sweet Georgia Brown”, do filmu „Być albo nie być” (1983), w którym to Mel Brooks odśpiewał ją razem ze swoją żoną - Anne Bancroft.

### Kariera pedagogiczna
Pod koniec lat 50. XX wieku założył w Nowym Jorku szkołę aktorską – Tad Z. Danielewski Actors’ Workshop. Dwadzieścia lat później otworzył też jej oddział w Los Angeles. Wśród jego uczniów były takie późniejsze gwiazdy kina, jak James Earl Jones, Mercedes Ruehl, Martin Sheen czy Sigourney Weaver.
W latach 1977–1988 był profesorem na wydziale filmu i teatru Uniwersytetu Brighama Younga w Provo w stanie Utah. Wykładał też na Uniwersytecie Południowej Kalifornii w Los Angeles, którego był profesorem emeritusem.

### Życie prywatne
Tad Danielewski był trzykrotnie żonaty. 
Pierwszą jego żoną była Polka, z którą wyemigrował do Ameryki, aktorka Sylvia Daneel (z d. Łakomska). Miał z nią syna Christophera. 
Z drugą żoną, Priscillą Decatur Machold, miał syna Marka i córkę Annę. Mark Z. Danielewski (ur. w 1966) jest pisarzem, nominowanym do National Book Award. Anna Danielewski (ur. w 1968) jest piosenkarką rockową, jazzową i folkową, znaną pod pseudonimem Poe.
JegoTrzecie małżeństwo, z Lillian D’Arc, pozostało bezdzietne i trwało do jego śmierci.
Tad Danielewski zmarł na raka w wieku 71 lat, w swoim domu, w Los Angeles.

## Filmografia
- 1955–1958 Matinee Theatre serial TV – reżyser 
  - Coming of Age (1955), sezon 1 odc. 35
- 1955–1958 Wide Wide World serial TV
- 1954–1957  Robert Montgomery Presents serial TV – reżyser 
  - Sunset Boulevard (1956), sezon 8 odc. 13
  - The Enemy (1957), sezon 8 odc. 26
  - The New World (1957), sezon 8 odc. 34
  - Faust '57 (1957), sezon 8 odc. 41
- 1961 The Big Wave – reżyser, scenarzysta, producent
- 1962 No Exit – reżyser
- 1965 Przewodnik (The Guide)
- 1967–1968 Africa film dokumentalny
- 1972 España puerta abierta film dokumentalny – reżyser
- 1983: Być albo nie być – tłumacz na język polski piosenki „Sweet Georgia Brown”